# Jean Absil
Jean Nicolas Joseph Absil (Bon-Secours bij Péruwelz, Henegouwen, 23 oktober 1893 — Ukkel bij Brussel, 2 februari 1974) was een Belgische componist en muziekprofessor.

## Levensloop

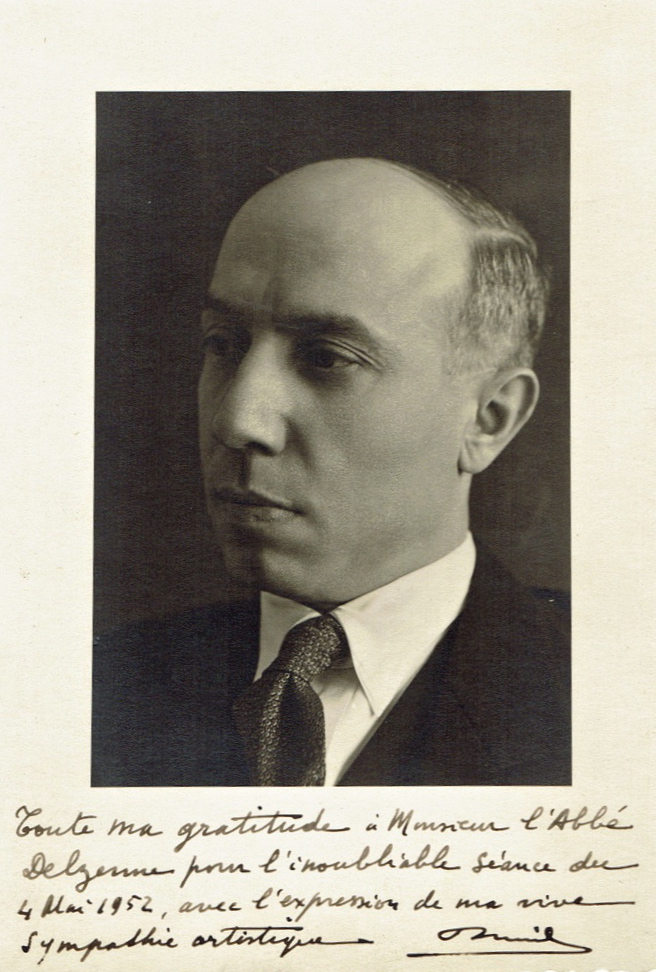
Jean Absil

Absils vader, François Absil, was koster van de basiliek in Bonsecours; in diezelfde bedevaartskerk werd de kleine Jean koorknaap. Op 17-jarige leeftijd kreeg hij lessen in notenleer van zijn vader. Korte tijd later leerde hij de bugel te bespelen. Zo wordt hij 3e bugel in de plaatselijke fanfare. Net zoals Paul Gilson was Absil daar steeds erg trots op.
Al vroeg was hij leerling van Alphonse Oeyen en aansluitend volgde hij cursussen aan de École Saint-Grégoire in Doornik. Later werd hij organist aan de bedevaartsbasiliek van Bonsecours. Vanaf 1913 studeerde hij aan het Brusselse conservatorium compositie bij Léon Dubois en Paul Gilson. Met zijn eerste symfonische pogingen trok hij naar Gilson; deze zei hem meteen: Jij hebt in een fanfare gespeeld, dat zie ik aan de partijen voor de koperblazers!.
Hij was een goede vriend van Darius Milhaud, Arthur Honegger, Jacques Ibert en Florent Schmitt.
Van 1922 tot 1958 was hij directeur van de Muziekacademie te Etterbeek, die vanaf 1963 zijn naam draagt. Aan het Koninklijk Conservatorium te Brussel werd hij zelf (1931) aangesteld als professor. Verder werd hij benoemd tot leraar aan de Muziekkapel Koningin Elisabeth. Hij was lid van de Koninklijke Academie van België (Academie Royale de Belgique). Voor zijn composities werd hij onder meer onderscheiden met de Prix de Rome voor zijn cantate La guerre (1922) en de Rubensprijs (1934). Op advies van P.O. Ferroud stichtte hij in 1935 samen met R. Chevreuille, A. Huybrechts, Marcel Poot, André Souris en nog andere componisten de groep La sirène ter uitvoering van eigentijdse werken, het Brusselse pendant van de Parijse groep Le Triton.
Absils werken waren vanaf het einde van de 30'er jaren regelmatig in de Société Internationale de Musique Contemporaine te horen; voor een bepaalde tijd was Absil voorzitter van de Belgische sectie van dit gezelschap.

## Composities

### Orkestwerken

#### Symfonieën
- 1920 Symfonie nr. 1 in d-klein, voor orkest, opus 1
- 1936 Symfonie nr. 2, voor groot orkest, opus 25
- 1943 Symfonie nr. 3, voor orkest, opus 57
- 1969 Symfonie nr. 4, voor groot orkest, opus 142
- 1970 Symfonie nr. 5, voor groot orkest, opus 148

#### Concerten voor instrumenten en orkest
- 1932 Berceuse, voor altsaxofoon (of altviool of cello) en klein orkest
- 1933 Concerto nr. 1, voor viool en orkest (of piano), opus 11
- 1937 Concerto nr. 1, voor piano en orkest (of 2 piano's), opus 30
- 1939 Andante, Hommage à Lekeu, voor piano en orkest, opus 35
- 1942 Concertino, voor cello en orkest (of piano), opus 42
- 1942 Concerto, voor altviool en orkest (of piano), opus 54
- 1943 Rhapsodie roumaine, voor viool en orkest (of piano), opus 56
- 1944 Concerto grosso, voor blaaskwintet en strijkorkest, opus 60
- 1949 Concerto, voor cello en orkest
- 1955 Divertimento, voor saxofoonkwartet en orkest, opus 86
- 1958 Fantaisie concertante, voor viool en orkest (of piano), opus 99
- 1962 Fantaisie - Humoresque, voor klarinet en strijkorkest (of piano), opus 113
- 1963 Rhapsodie nr. 6, voor hoorn en orkest, opus 120
- 1964 Concertino, voor altviool en strijkorkest (of piano), opus 122
- 1964 Concerto nr. 2, voor viool en orkest (of piano), opus 124
- 1967 Concerto nr. 2, voor piano en orkest (of 2 piano's), opus 131
- 1967 Allegro brillante, voor piano en orkest, opus 133
- 1971 Fantasie-Capriccio, voor saxofoon en strijkorkest (of piano) of altsaxofoon en harmonieorkest, opus 152
- 1971 Concerto, voor gitaar en klein orkest, opus 155
- 1971 Ballade, voor altsaxofoon, piano en klein orkest, opus 156
- 1973 Concerto nr. 3, voor piano en orkest (of 2 piano's), opus 162

#### Rapsodieën
- 1928 Rhapsodie Flamande, voor orkest, opus 4
- 1938 Rhapsodie nr. 2, voor orkest, opus 34
- 1953 Rhapsodie brésilienne , voor orkest, opus 81
- 1960 Rhapsodie bulgare, voor orkest, opus 104

#### Andere werken voor orkest
- 1926 La mort de Tintagiles, voor orkest, opus 3
- 1935 Petite Suite, voor kamerorkest, opus 20
- 1939 Hommage à Lekeu, voor orkest, opus 35/bis
- 1940 Sérénade, voor orkest, opus 44
- 1942 Variations symphoniques, voor groot orkest, opus 50
- 1945 Jeanne d'Arc, voor orkest, opus 65
- 1950 Epouvantail, voor orkest (of piano), opus 74
- 1954 Mythologie, voor groot orkest, opus 84
- 1955 rev.1964 Introduction et Valses, voor orkest, opus 89
- 1956 Suite, voor klein orkest, opus 92?
- 1957 Suite bucolique, voor strijkorkest, opus 95
- 1960 Deux danses rituelles, voor klein orkest, opus 105
- 1960 Triptyque, voor klein orkest, opus 106
- 1972 Déités, voor orkest, opus 160
- Symfonisch gedicht nr. 1
- Symfonisch gedicht nr. 2
- Colas Chacha, voor groot orkest

### Werken voor harmonieorkest
- 1928 Rhapsodie Flamande, voor harmonieorkest, opus 4
  1. Het loze vissertje
  2. Pierlala
  3. Mie Katoen
- 1935 Petite Suite, voor harmonieorkest of fanfare, opus 20
- 1937 Trois Airs de Ballets uit "Peau d'Ane", voor soli, spreekstemmen en harmonieorkest, opus 26
- 1939 Suite pastorale, voor harmonieorkest, opus 37
- 1946 Hommage à Schumann, voor harmonieorkest
- 1952 Rites, voor harmonieorkest, opus 79
- 1954 Croquis sportifs, suite voor harmonieorkest, opus 85 (gecomponeerd voor Georges Verdonck en de Koninklijke Stadsharmonie Roeselaere)
- 1956 Légendes (naar thema's van Antonín Dvořák, voor harmonieorkest, opus 91
- 1956 Roumaniana, suite voor harmonieorkest naar Roemeense folklore, opus 92
- 1959 Rhapsodie nº5 sur de vieux Noëls français, voor harmonieorkest, opus 102
- 1961 Danses bulgares, voor harmonieorkest, opus 103
  1. Maestoso
  2. Andante
  3. Molto vivo
  4. Andantino
  5. Vivo
- 1963 Fanfares, voor harmonieorkest, opus 118 (gecomponeerd voor Yvon Ducène en het Groot Harmonieorkest van de Belgische Gidsen)
  1. Guerrière
  2. Funèbre
  3. Joyeuse
- 1965 Ouverture uit de opera "Les Voix de la Mer"
- 1966 Nymphes et faunes, voor harmonieorkest, opus 130
- 1971 Fantasie-Capriccio, voor altsaxofoon en harmonieorkest, opus 152
- 1972 Rhapsodie brésilienne, voor harmonieorkest, opus 81
  1. Xango
  2. Coco dende trapia
  3. Fotorototo
  4. Cabocha bonita
  5. Sāo Pedro
  6. Anilka
- Fanfare pour les "Jeunesses Musicales"

### Cantates
- 1922 La guerre, cantate voor gemengd koor, opus 2 - tekst: Valère Gilles
- 1940 Les Bénédictions (De zegeningen), cantate voor solisten, gemengd koor, groot orkest en orgel, opus 48 - tekst: Thomas Braun
- 1943 Les Chants du mort, cantate voor sopraan, alt, tenor, bas en piano, opus 55 - tekst: Constantin Braïloïu, naar Roemeense folklore
- 1948 L'album à colorier, cantate voor tweestemmig kinderkoor en piano, opus 68 - tekst: Etienne De Sadeleer
- 1949 Le Zodiaque' (De dierenriem), symfonische cantate voor solisten, gemengd koor, piano en orkest, opus 70 - tekst: Thomas Braun
- 1953 Le cirque volant, cantate voor 2 kinderstemmen (SA of SS) en orkest (of piano), opus 82 - tekst: Etienne De Sadeleer

### Muziektheater

#### Opera's
| Voltooid in | titel                                            | aktes   | première               | libretto             |
| ----------- | ------------------------------------------------ | ------- | ---------------------- | -------------------- |
| 1937        | Peau d'âne, opus 26                              | 3 aktes | 1942, Rome             | Henry Ghéon          |
| 1939        | Ulysse et les sirènes, opus 41                   |         | 1939, radio-opera      | José Bruyr           |
| 1940        | Philatélie (Postzegelkunde), opus 46             |         |                        | Thomas Braun         |
| 1944        | Fansou ou Le chapeau chinois, opus 64            | 1 akte  | 1947, Brussel          | Maurice Franc-Nohain |
| 1950        | Pierre Breughel l'Ancien, opus 73                |         | radio-opera            | René Lyr             |
| 1951        | Les voix de la mer (De stem van de zee), opus 75 | 3 aktes | 26 maart 1954, Brussel | René Lyr             |

#### Balletten
| Voltooid in | titel                         | aktes  | première          | libretto            | choreografie |
| ----------- | ----------------------------- | ------ | ----------------- | ------------------- | ------------ |
| 1949        | Le miracle de Pan, opus 71    | 1 akte | 1952, Brussel     | René Lyr            |              |
| 1950        | Epouvantail, opus 74          | 1 akte | 1951, Brussel     | Etienne De Sadeleer |              |
| 1951        | Les météores, opus 77         | 1 akte | 1952, Monte Carlo | René Lyr            |              |
| 1956        | Le Bal chez Madame de X       |        | 1957, Brussel     |                     |              |
| 1966        | Petites polyphonies, opus 128 |        |                   |                     |              |

### Werken voor koren
- 1930 Cinq choeurs, voor driestemmig vrouwenkoor en piano, opus 6 - tekst: Henry Malteste, Iwan Gilkin en Emile Verhaeren
- 1932 Trois poèmes d'Arthur Cantillon, voor 4 gemengde stemmen zonder begeleiding, opus 9
- 1934 Trois choeurs, voor 4 mannenstemmen a capella, opus 14 - tekst: Paul Reboux, Arthur Cantillon en Emile Verhaeren
- 1934 Trois choeurs, voor tweestemmig kinderkoor en orkest, opus 15 - tekst: Paul Fort
- 1935 Trois choeurs, voor kinderstemmen en orkest, opus 18 - tekst: Alphonse Séché, Francis de Grammont en Paul Fort
- 1935 Cinq chansons de Paul Fort, voor 2 gelijke stemmen en piano
- 1936 Trois choeurs, voor driestemmig vrouwenkoor en piano, opus 24 - tekst: Frédéric Bataille, Paul Brohée en een anonieme dichter
- 1940 Alcools, voor 4-stemmig gemengd koor a capella, opus 43 - tekst: G. Apollinaire
- 1942 Chansons de bonne humeur, voor tweestemmig vrouwenkoor (S.-Mz.) en piano of orkest, opus 49 - tekst: Tristan Klingsor
- 1944 Bestiaire, voor gemengd koor a capella, opus 58 - tekst: Guillaume Apollinaire
- 1944 Printemps, voor kinderstemmen en kamerorkest (of pianobegeleiding), opus 59 - tekst: M. Carême
- 1944 Zoo, voor vocaal kwartet a capella, opus 63 - tekst: Jean Sasse
- 1945 Thrène pour le Vendredi-Saint, voor koor met twee gelijke stemmen, orgel en twee Recitanten, opus 66 - tekst: Etienne De Sadeleer
- 1955 Colindas, voor driestemmig vrouwenkoor a capella, opus 87 - tekst: Roemeense folklore
- 1955 Chansons plaisantes, voor tweestemmig kinderkoor en kamerorkest, opus 88 - tekst: Roemeense folklore
- 1956 Chansons plaisantes - 2e recueil, voor tweestemmig kinderkoor en piano, opus 94
- 1961 Six poèmes de Maurice Carême, voor 3 gelijke stemmen (kinderkoor), opus 109
- 1966 Petites polyphonies, voor tweestemmig gemengd koor en kamerorkest, opus 128 - tekst: Jean Absil
- 1968 A cloche-pied, voor kinderstem en piano, opus 139 - tekst: Maurice Carême
- 1969 Le chant à l'école, voor a capella kinderkoor, opus 144 - tekst: Jean Absil
- De tijd, voor kinderkoor en piano

### Vocale muziek
- 1927 Trois mélodies, voor mezzosopraan (of bariton) en piano - tekst: Jean Moréas en Iwan Gilkin
- 1927 Cimetière, voor middenstem en piano
- 1927 Evasion, voor hoge stem en piano, opus 8
- 1930 Cinq mélodies, voor middenstem en of piano
- 1932 Trois mélodies, voor tenor en piano - tekst: Paul Brohée en Arthur Cantillon
- 1932 Tahi - Taho, voor middenstem en piano
- 1933 Cinq mélodies, voor mezzosopraan en strijkkwartet, opus 12 - tekst: Maurice Maeterlinck, Paul Valéry en Victor Hugo
- 1933 Deux mélodies, voor middenstem en piano
- 1933 Quatre poèmes, voor mezzosopraan (of bariton) (Nr. 4 voor sopraan of tenor) en piano, opus 12 - tekst: Maurice Maeterlinck
- 1936 Nostalgie d'Arabella, voor alt, altsaxofoon, piano en slagwerk, opus 22 - tekst: Maurice Beerblock
- 1937 Batterie, voor sopraan of tenor en piano, opus 29 - tekst: J. Cocteau
- 1938 Berceuse, voor zangstem en piano - tekst: Christian Morgenstern
- 1940 Trois poèmes de Tristan Klingsor, voor mezzosopraan (of bariton) en klein orkest, opus 45
- 1942 Enfantines, voor mezzosopraan of bariton en piano, opus 52 - tekst: Madeleine Ley
- 1942 Deux poèmes, voor sopraan of tenor en piano, opus 53 - tekst: Francis Jammes
- 1942 Chanson de quatre sous, voor mezzosopraan of bariton en piano - tekst: Paul Fort
- 1950 Phantasmes, voor alt, altsaxofoon, piano en slagwerk, opus 72 - tekst: Henri Michaux, Langston Hugues en Maurice Beerblock
- 1952 Rêves, voor mezzosopraan (of bariton) en piano, opus 80 - tekst: René Lyr
- 1958 Heure de grâce, voor hoge stem en piano, opus 98 - tekst: Maurice Carême
- 1963 Trois vocalises, voor mezzosopraan (of bariton) en piano, opus 116
- 1963 Cache-cache, voor mezzosopraan (of bariton) en piano, opus 117 - tekst: Maurice Carême en Elise Vollène

### Kamermuziek
- 1929 Strijkkwartet nr. 1, opus 5
- 1931 Trio nr. 1, voor viool, cello en piano, opus 7
- 1932 Berceuse, voor cello of altviool of altsax en piano
- 1934 Strijkkwartet nr. 2, opus 13
- 1934 Quintette, voor fluit, hobo, klarinet, hoorn en fagot, opus 16
- 1935 Trio à cordes nr. 1, voor viool, altviool en cello, opus 17
- 1935 Strijkkwartet nr. 3, voor 2 violen, altviool en cello, opus 19
- 1936 Fantaisie rhapsodique, voor cellokwartet, opus 21
- 1937 Quatuor nr. 2, voor cellokwartet, opus 28
- 1937 Quatuor, voor 4 saxofoons, opus 31
- 1938 Quatuor à clavier, voor viool, altviool, cello en piano, opus 33
- 1938 Pièces en quatuor, voor saxofoonkwartet, opus 35
- 1939 Suite pastorale, voor piano (of fluit, hobo, klarinet, hoorn en fagot), opus 37?
- 1939 Concert à cinq, voor fluit, viool, altviool, cello en diatonische harp, opus 38
- 1939 Trio à cordes nr. 2, voor viool, altviool en cello, opus 39
- 1939 Fantaisie, voor viool, altviool, cello en piano, opus 40
- 1941 Strijkkwartet nr. 4, opus 47
- 1942 Suite, voor cello en piano, opus 51
- 1949 Chacone, voor viool, opus 69
- 1950 Pièces en quatuor, voor saxofoonkwartet
- 1950 Sicilienne, voor fluit of klarinet of saxofoon en piano of harp
- 1951 Contes, voor trompet en piano, opus 76
- 1952 Suite, voor trombone, tuba of cello en piano, opus 78
- 1956 Suite sur des thèmes populaires roumains, voor 4 saxofoons, opus 90
- 1958 Silhouettes, voor fluit en piano, opus 97
- 1958 Burlesque, voor hobo en piano, opus 100
- 1959 Danses bulgares, voor klarinet, fagot, fluit, hoorn en hobo (of piano solo), opus 103
- 1962 Sonatine en duo, voor viool en altviool, opus 112
- 1963 Etude nr. 3, voor trommel en piano
- 1963 Sonate, voor altsaxofoon en piano, opus 115
- 1967 Quatuor, voor 4 klarinetten, opus 132
- 1967 Sonate, voor viool, opus 134
- 1968 Croquis pour un carnaval, voor klarinettenkwartet en diatonische harp, opus 137
- 1968 Cinq pièces faciles, voor klarinet of altsaxofoon en piano, opus 138
- 1968 Suite nr. 2, voor cello en piano, opus 141
- 1968 Suite mystique, voor fluitkwartet, opus 145
- 1970 Sonate, voor viool en piano, opus 146
- 1970 Suite, voor trompet in ut of si b en piano, opus 149
- 1971 Quatre esquisses, voor fluit, hobo, klarinet en fagot, opus 154
- 1972 Trio nr. 2, voor viool, cello en piano, opus 158
- 1973 Images stellaires, voor viool en cello, opus 161
- Etude nr. 11, voor trommel (of 4 pauken) en piano

### Orgelwerken
- 1965 Trois Pièces, opus 127
- 1968 Entrée Solonelle pour un "Te Deum"

### Pianowerken
- 1930 Recollections from Porkuni, cyclus van pianostukken
- 1932 3 Impromptus, opus 10
- 1936 Recollections from Young Years I, cyclus van pianostukken
- 1937 Sonatine nr. 1, opus 27
- 1938 rev. 1961 Pièce héroïque (Heldenstuk), 3 stukken voor de rechterhand, opus 32
- 1939 Recollections from Young Years II, cyclus van pianostukken
- 1939 Marines, opus 36
- 1939 Sonatine nr. 2, opus 37
- 1944 Recollections from Lahmuse
- 1944 5 Bagatellen, opus 61
- 1944 Grand Suite nr. 1, opus 62
- 1946 Hommage à Schumann, opus 67
- 1954 Esquisses sur les sept péchés capitaux (Schetsen op de 7 hoofdzonden), opus 83, voor piano (1954)
- 1956 Variaties, opus 93
- 1957 Suite »Echecs« (6-delig), opus 96
- 1958 Pastourelle
- 1959 Passacaille »In memoriam Alban Berg«, opus 101
- 1959 Rhapsodie nr. 5: 6 Bulgaarse dansen, voor 2 piano's, opus 102
- 1961 Trente études préparatoires à la polyrythmie, opus 107
- 1961 Du rythme à l'expression I, opus 108 nr. 1
- 1961 Du rythme à l'expression II, opus 108 nr. 2
- 1961 Suite »Hommage à Chopin«
- 1962 Grande suite nr. 2, opus 110
- 1962 Humoresques, opus 126
- 1966 Sonatine, opus 125
- 1966 Ballade voor de linkerhand, opus 129
- 1967 Allegro brillante, voor 2 piano's, opus 132
- 1968 Asymétries, voor 2 piano's, opus 136
- 1968 Alternances (Afwisselingen), opus 140
- 1971 Féeries, opus 153
- 1972 Poésie et vélocité, opus 157

### Werken voor gitaar
- 1962 Suite, opus 114
- 1963 3 Pièces, voor 2 gitaren, opus 119
- 1964 Pièces caractéristiques, opus 123
- 1967 Suite, voor 2 gitaren, opus 135
- 1969 Contrastes, suite voor 2 gitaren, opus 143
- 1970 Sur un paravent chinois, 4 esquisses, opus 147
- 1970 Quatre pièces, opus 150
- 1970 Petit bestiaire, opus 151
- 12 Pièces, opus 159
- Prélude et barcarolle

### Werken voor bandoneon
- 1964 Trois pièces, voor bandoneon, opus 121

## Publicaties
- Postulats de la musique contemporaine (Basisgegevens van de hedendaagse muziek) over Polytonaliteit en Atonaliteit met een voorwoord van Darius Milhaud